# Dayan (sockenhuvudort i Kina, Hubei Sheng, lat 30,34, long 111,08)
Dayan är en sockenhuvudort i Kina. Den ligger i provinsen Hubei, i den centrala delen av landet, omkring 310 kilometer väster om provinshuvudstaden Wuhan. Antalet invånare är 32 839. Befolkningen består av 15 431 kvinnor och 17 408 män. Barn under 15 år utgör 9,0 %, vuxna 15-64 år 76 %, och äldre över 65 år 13,0 %.
Runt Dayan är det ganska tätbefolkat, med 239 invånare per kvadratkilometer. Närmaste större samhälle är Longzhouping, 18,8 km norr om Dayan. I omgivningarna runt Dayan växer i huvudsak blandskog.
Genomsnittlig årsnederbörd är 1 411 millimeter. Den regnigaste månaden är maj, med i genomsnitt 211 mm nederbörd, och den torraste är december, med 16 mm nederbörd.